# Okayama
La ciudad de Okayama (岡山市 Okayama-shi?) es la capital de la prefectura de Okayama, (región de Chugoku), isla de Honshū, en Japón.
En 2010 esta ciudad tenía censo de 709.622 habitantes, y un área total de 789'88 kilómetros cuadrados, lo que produce una densidad de población muy alta, 898'32 habitantes por kilómetro cuadrado.
Esta ciudad fue inaugurada en 1889, más exactamente el día 1 de junio; surge de la fusión de cuatro ciudades y pueblos el 22 de marzo de 2005 y 22 de enero de 2007; fue candidata a ser una ciudad desinada por orden gubemamental el 1 de abril de 2009. Está ubicada cerca del río Asahi. La ciudad está especializada en las siguientes industrias, que comenzaron a desarrollarse en el siglo XIX: Cerámica de gres, maquinaria, textil y del caucho (hule). Uno de sus monumentos principales es el Castillo Okayama, del siglo XVI, otra es la universidad de Okayama, fundada en 1949, también un famoso parque inaugurado en 1786.

## Historia
Antes del periodo Muromachi, Okayama era una región parte de una granja y un castillo construido por los Kanemitsu. Durante el periodo Sengoku, Ukita Naoie atacó Okayama y el castillo, Naoie remodeló el castillo y creó un nuevo camino para comunicar la región; Okayama se convirtió en la capital política y económica de la provincia de Bizen. En 1600, Ukita Hideie, hijo de Naoie, perdió en la batalla de Sekigahara, entonces Kobayakawa Hideaki llegó a ser el nuevo señor feudal del dominio de Okayama. Con el continuo crecimiento económico, Okayama se convirtió en una de las más grandes zonas con castillo del Japón del siglo XIX.

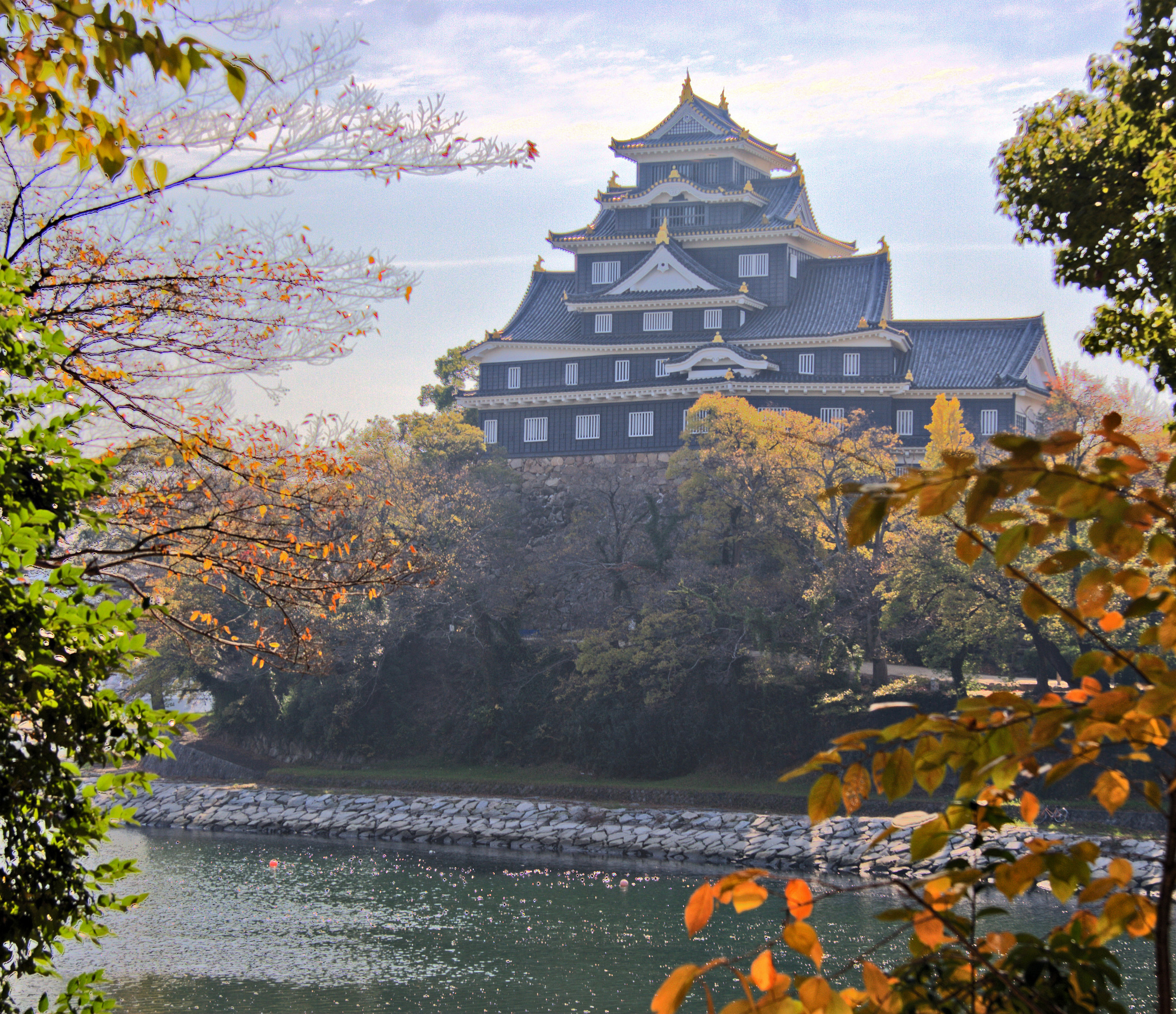
Vista del castillo de Okayama.

En agosto de 1871, el nuevo gobierno Meiji fue instaurado en Japón, Okayama se convirtió entonces en la capital de la Prefectura de Okayama, fundada oficialmente en 1889. Las mejoras aparecieron en la capital con la creación de una vía de ferrocarril; además se crearon la Sexta Escuela Media (第六高等学校 Dairoku Kōtōgakkō?) y la Escuela Médica de Okayama (岡山医科大学 Okayama Ika-daigaku?), convirtiendo a la ciudad en una de los más importantes centros de educación del oeste Japón. Cuando inició la Segunda Guerra Mundial, Okayama recibió una base de la armada japonesa, siendo atacada en junio de 1945 por las fuerzas armadas de Estados Unidos; casi toda la ciudad fue dañada y resultaron miles de víctimas. Durante el boom económico de Japón de 1960, Okayama desarrolló rápidamente su estabilidad. En 1972 el tren Shinkansen comenzó a dar servicio entre las estaciones de Shin-Ōsaka y de Okayama; además en 1988 el puente Seto-Ōhashi fue abierto para comunicar la ciudad con Shikoku por tren y carretera. Okayama alcanzó el estatus de ciudad designada en 2009.

## Geografía
La ciudad de Okayama está ubicada en la parte sur de la Prefectura de Okayama, localizada en la parte oeste de la isla de Honshū. El río Asahi cruza la ciudad. Se encuentra a una altitud de 30 metros. Su latitud es 34° 39' N y longitud: 133° 55' E

### Clima
La ciudad tiene un clima cambiante, es considerada la segunda ciudad más seca y la cuarta más soleada de la región de Chūgoku. El clima según la clasificación Köppen es húmedo subtropical; el clima local es adecuado para el crecimiento de árboles de olivo, además de ser conocida como el "pueblo soleado" por sus bajas precipitaciones.
| Parámetros climáticos promedio de Okayama, Okayama  | Parámetros climáticos promedio de Okayama, Okayama | Parámetros climáticos promedio de Okayama, Okayama | Parámetros climáticos promedio de Okayama, Okayama | Parámetros climáticos promedio de Okayama, Okayama | Parámetros climáticos promedio de Okayama, Okayama | Parámetros climáticos promedio de Okayama, Okayama | Parámetros climáticos promedio de Okayama, Okayama | Parámetros climáticos promedio de Okayama, Okayama | Parámetros climáticos promedio de Okayama, Okayama | Parámetros climáticos promedio de Okayama, Okayama | Parámetros climáticos promedio de Okayama, Okayama | Parámetros climáticos promedio de Okayama, Okayama | Parámetros climáticos promedio de Okayama, Okayama |
| Mes                                                 | Ene.                                               | Feb.                                               | Mar.                                               | Abr.                                               | May.                                               | Jun.                                               | Jul.                                               | Ago.                                               | Sep.                                               | Oct.                                               | Nov.                                               | Dic.                                               | Anual                                              |
| --------------------------------------------------- | -------------------------------------------------- | -------------------------------------------------- | -------------------------------------------------- | -------------------------------------------------- | -------------------------------------------------- | -------------------------------------------------- | -------------------------------------------------- | -------------------------------------------------- | -------------------------------------------------- | -------------------------------------------------- | -------------------------------------------------- | -------------------------------------------------- | -------------------------------------------------- |
| Temp. máx. abs. (°C)                                | 18.8                                               | 22.3                                               | 24.1                                               | 29.6                                               | 33.2                                               | 37.0                                               | 38.0                                               | 39.3                                               | 36.7                                               | 31.7                                               | 26.9                                               | 21.5                                               | 39.3                                               |
| Temp. máx. media (°C)                               | 9.0                                                | 9.8                                                | 13.3                                               | 19.6                                               | 24.4                                               | 27.7                                               | 31.4                                               | 32.7                                               | 28.4                                               | 22.5                                               | 16.8                                               | 11.6                                               | 20.6                                               |
| Temp. media (°C)                                    | 4.9                                                | 5.5                                                | 8.8                                                | 14.5                                               | 19.3                                               | 23.3                                               | 27.2                                               | 28.3                                               | 24.4                                               | 18.1                                               | 12.3                                               | 7.3                                                | 16.2                                               |
| Temp. mín. media (°C)                               | 1.1                                                | 1.4                                                | 4.3                                                | 9.6                                                | 14.6                                               | 19.4                                               | 23.7                                               | 24.7                                               | 20.7                                               | 14.0                                               | 8.2                                                | 3.3                                                | 12.1                                               |
| Temp. mín. abs. (°C)                                | −8.9                                               | −9.1                                               | −7.0                                               | −3.6                                               | 1.0                                                | 7.4                                                | 12.6                                               | 14.8                                               | 7.2                                                | 1.7                                                | −3.5                                               | −6.5                                               | -9.1                                               |
| Precipitación total (mm)                            | 34.2                                               | 50.5                                               | 86.7                                               | 92.3                                               | 125.0                                              | 171.5                                              | 160.9                                              | 87.4                                               | 134.4                                              | 81.1                                               | 51.2                                               | 31.0                                               | 1106.2                                             |
| Nevadas (cm)                                        | 1                                                  | 1                                                  | 1                                                  | 0                                                  | 0                                                  | 0                                                  | 0                                                  | 0                                                  | 0                                                  | 0                                                  | 0                                                  | 0                                                  | 3                                                  |
| Horas de sol                                        | 150.6                                              | 142.3                                              | 169.3                                              | 190.3                                              | 200.7                                              | 160.0                                              | 171.9                                              | 207.0                                              | 156.6                                              | 173.5                                              | 151.9                                              | 156.7                                              | 2030.8                                             |
| Humedad relativa (%)                                | 65                                                 | 64                                                 | 62                                                 | 60                                                 | 64                                                 | 69                                                 | 73                                                 | 69                                                 | 70                                                 | 69                                                 | 69                                                 | 67                                                 | 66.8                                               |
| Fuente n.º 1: Japan Meteorological Agency           |                                                    |                                                    |                                                    |                                                    |                                                    |                                                    |                                                    |                                                    |                                                    |                                                    |                                                    |                                                    |                                                    |
| Fuente n.º 2: Japan Meteorological Agency (records) |                                                    |                                                    |                                                    |                                                    |                                                    |                                                    |                                                    |                                                    |                                                    |                                                    |                                                    |                                                    |                                                    |

## Barrios

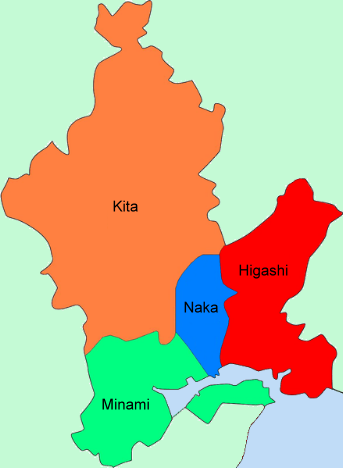
Los barrios que forman la ciudad.

Okayama tiene 4 barrios o chiku(地区, literalmente sección, o sector). Los nombres de los barrios son seguidos por el sufijo ku(区).
- Kita-ku(北区) Es el centro administrativo.
- Naka-ku(中区)
- Higashi-ku(東区)
- Minami-ku(南区)

## Economía y cultura
La ciudad produce arroz, además de duraznos y uvas son cultivadas en territorios del norte de la ciudad. En 2005 el grueso de productos locales fue de 800 billones de yen, cerca del 10% del producto local producido por la prefectura. La industria principal se centra en producir maquinaria, químicos y alimentos. El distrito de Kōnan, al sur de la ciudad, es la zona más industrializada.

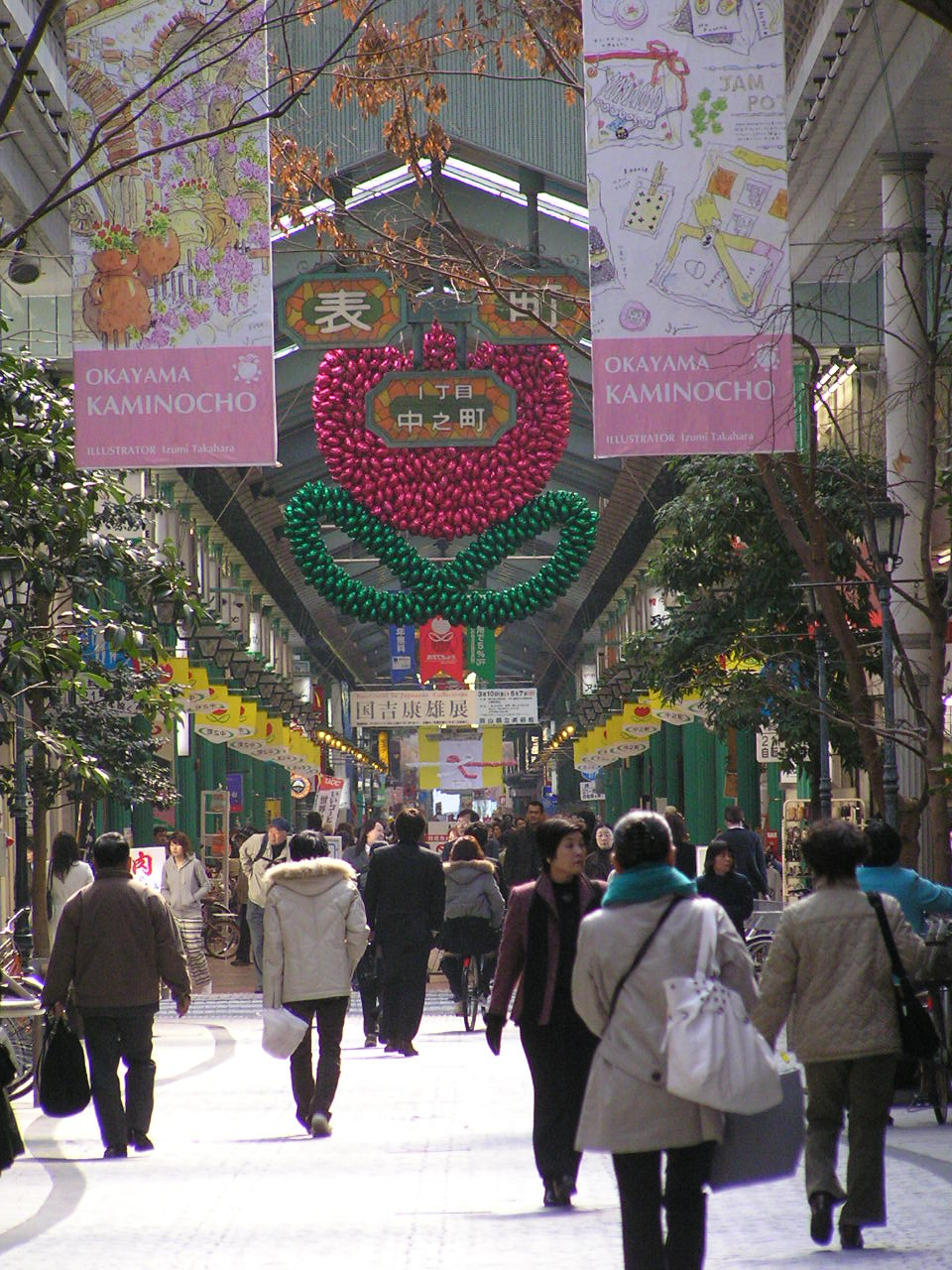
Calle comercial en Okayama.

El área metropolitana de Okayama comprende las ciudades de Kurashiki y Sōja; siendo Omotechō el principal distrito comercial, cerca del castillo de la ciudad, otro punto comercial son los alrededores de la estación, donde hay plazas comerciales. Okayama es sede de Aeon Corporation, una escuela privada de idiomas.
El castillo de Okayama, llamado también Ujō (烏城?) es una de las más notables atracciones de la ciudad, fue construido en 1597, bombarderado durante la Segunda Guerra Mundial y reconstruido en 1966. Kōraku-en es uno de los 3 jardines tradicionales de Japón, ubicado al sur de los terrenos del castillo, fue construido en 1700. Cada agosto desde 1994 en la ciudad se celebra el festival Momotarō, una combinación de 3 festivales diferentes. Además de festivales, en Okayama existen museos como el Museo Prefectural de Okayama, el Museo Prefectural de Arte de Okayama y el Museo de Arte Hayashibara. Entre los platillos tradicionales de la ciudad, cuentan con el Barazushi (ばらずし?), combinación de sushi con pescado fresco. El Kibidango (吉備団子?) es una esfera parecida al dango hecha de arroz.

## Educación
La Universidad de Okayama, fundada como una escuela de medicina en 1870 es una de las más importantes, cuenta con 11 facultades y 6 escuelas de grado. Existen en la ciudad además 7 universidades privadas, 24 preparatorias y más de 100 escuelas de educación básica.

## Medios de comunicación y transporte
El Sanyo Shimbun es el periódico local de Okayama; existen además estaciones de radio AM como la NHK Radio Daiichi Okayama y la frecuencia FM existen NHK FM Okayama, FM Okayama y Radio MOMO (Okayama City FM) Las estaciones de televisión de la NHK que operan en la ciudad son NHK General TV Okayama y la NHK Educational TV Okayama; además de los canales de noticias Nishinippon Broadcasting (RNC), Setonaikai Broadcasting (KSB) y Sanyo Broadcasting (RSK). Otros canales generales son TV Setouchi Broadcasting (TSC) de TX Network y Okayama Broadcasting (OHK) de la compañía Fuji News Network.

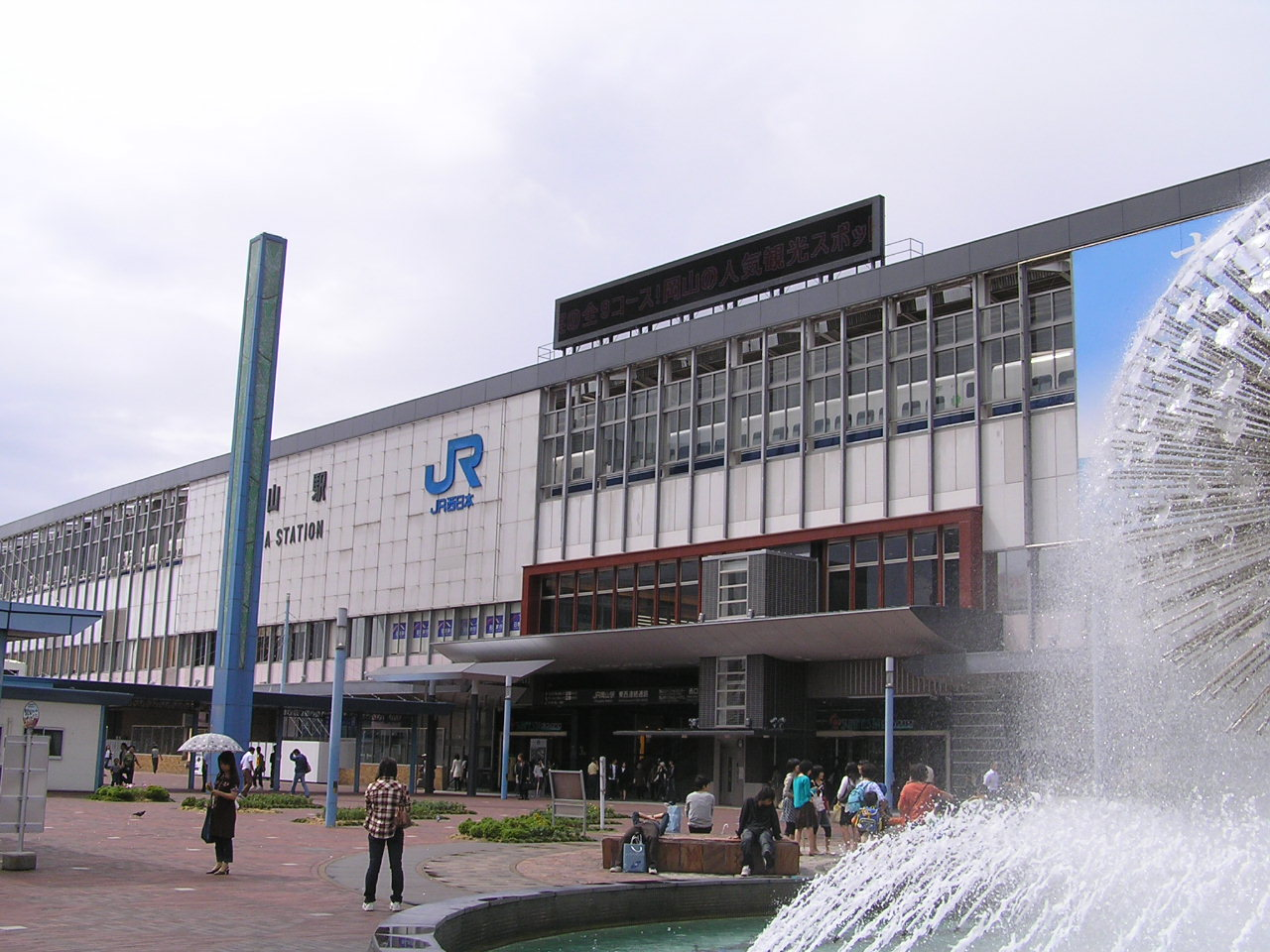
Estación entrada en Okayama.

Los medios de transporte incluyen desde trenes, metro y autobuses; La Estación JR West de Okayama es la más importante con trenes que llegan de Shikoku, Sanin y conectan al shinkansen Sanyo. Las líneas locales de tren son: Línea principal de Sanyo, Línea Hakubi, Línea Akō, Línea Uno, Línea Seto-Ōhashi, Línea Tsuyama, y la Línea Kibi. El Aeropuerto de Okayama está ubicado en la parte norte de la ciudad, cuenta con vuelos locales hacia Tokio-Haneda, Sapporo-Chitose, Okinawa-Naha, y Kagoshima; los vuelos internacionales tienen como destino Seúl-Incheon, Guam, Pekín, Hong Kong, Shanghái-Pudong y Dalian.

## Deportes
Entre los diferentes deportes, el fútbol y volleybal tienen equipos en ligas importantes de Japón, el Fagiano Okayama FC con sede en el Estadio Kanko, juega en la J2 League, la segunda más importante de Japón.

## Ciudades hermanas
- San José, Estados Unidos[14][15]
- San José, Costa Rica[14][15]
- Plovdiv, Bulgaria[14][15]
- Bucheon, Corea del Sur[14][15]